# 刘子枫
刘子枫（1938年12月—2022年5月7日），是中華人民共和國男演員，生于河南省孟县，1963年毕业于上海戏剧学院表演系。1986年憑電影《黑炮事件》获得第六屆金鸡奖最佳男主角。為中国民主同盟盟员，国家一级演员，1994年退休。兼任中国戏剧家协会会员、中国电影家协会等协会会员。2017年获得第16届中国电影表演艺术学会金凤凰奖特别荣誉奖。2019年，刘子枫入选由美国集邮集团联合美国、法国、德国、荷兰等国际邮政部门，为庆祝2019“魅力中国 闪耀世界——世界邮票上的中国文化”而发行的纪念珍藏册。

## 影视作品
- 1965年，参演首部电影《小足球队》
- 1983年，出演犯罪剧《铜鼓》
- 1985年，主演电影《黑炮事件》 获第6届金鸡奖最佳男主角奖
- 1986年，主演科幻电影《錯位》
- 1988年，主演儿童剧《三个和一个》
- 1992年，主演电影《启明星》
- 1994年，自导自演24集电视剧《礼仪小姐出租公司》
- 1998年，主演电视剧《夫妻冤家》
- 2001年，主演电视剧《好人李司法》
- 2003年，电影《为奴隶的母亲》 饰演老爷李秀才
- 2005年，喜剧电影《求求你，表扬我》
- 2006年，电影《天狗》 入围第26届金鸡奖最佳男配角奖
- 2013年，主演传记电影《毛泽东与齐白石》
- 2018年，参演话剧《生命行歌》